# 19307 Hanayama
19307 Hanayama è un asteroide della fascia principale. Scoperto nel 1996, presenta un'orbita caratterizzata da un semiasse maggiore pari a 2,4636450 UA e da un'eccentricità di 0,1560441, inclinata di 2,14576° rispetto all'eclittica.